# Gutshaus Karow (Jerichow)

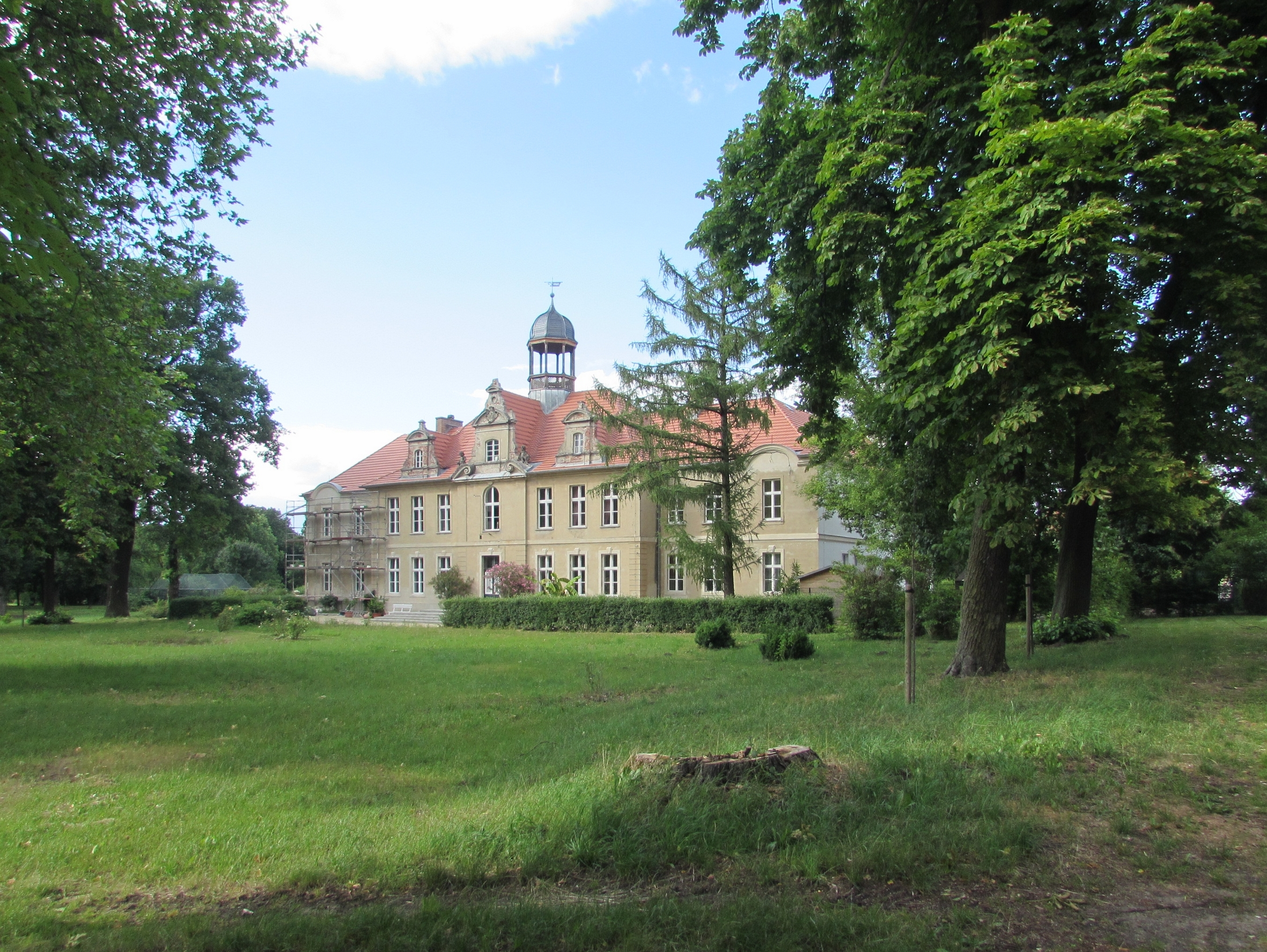
Das Gutshaus Karow nach Süden zum Park 2015

Das Gutshaus Karow (auch Herrenhaus oder Schloss genannt) im zur Stadt Jerichow gehörenden Dorf Karow im östlichen Sachsen-Anhalt ist das schlossähnliche Herrenhaus des ehemaligen Rittergutes Karow beziehungsweise Carow. Zur denkmalgeschützten Anlage gehört der Gutspark Karow (auch Schlosspark genannt) und mehrere Nebengebäude. Die gesamte Anlage liegt am südlichen Ende des Dorfes.

## Geschichte

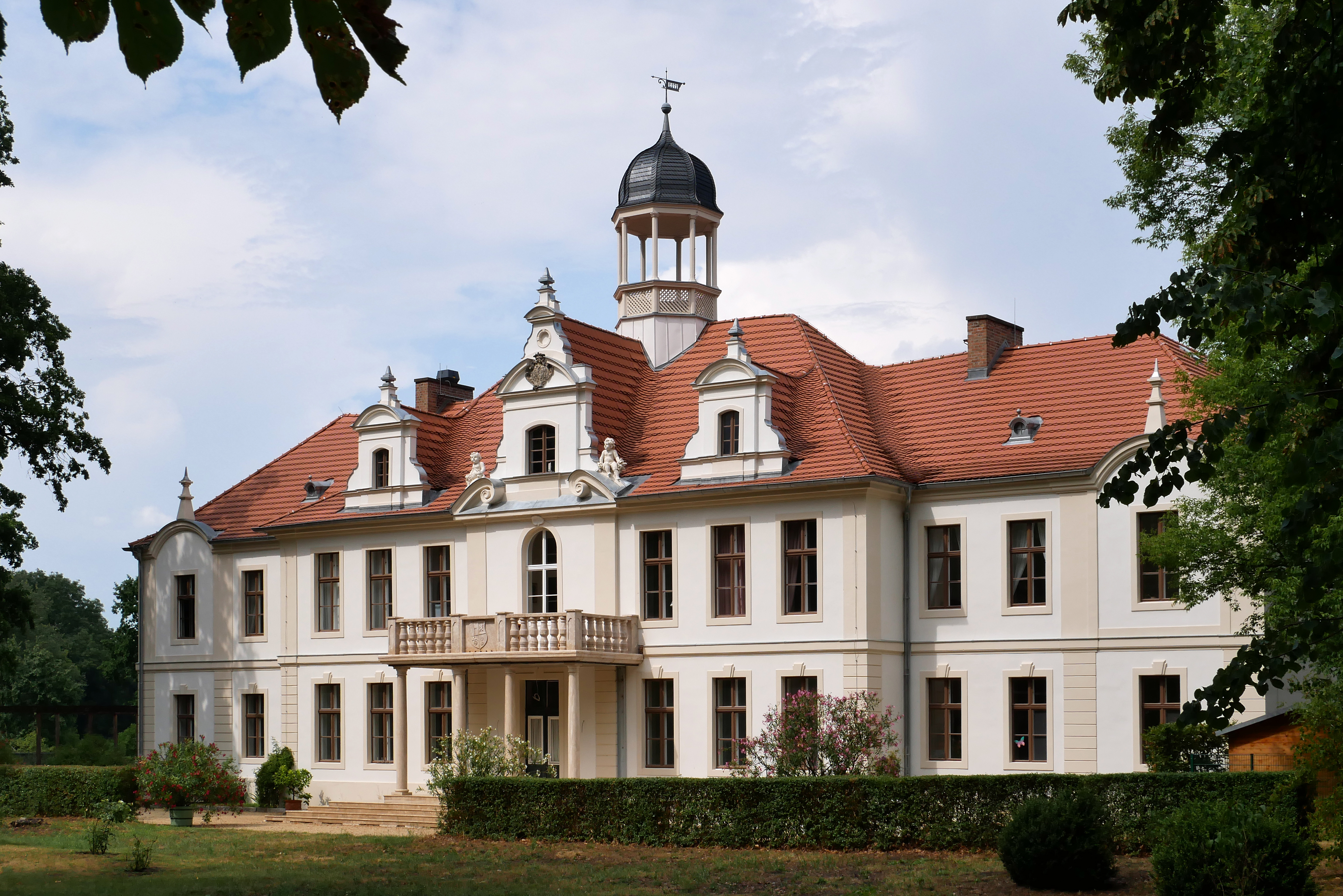
Gutshaus Karow 2019 nach abgeschlossener Sanierung

Im Jahr 1574 erhielt Joachim von Byern das Rittergut Karow als Lehen. Die Familie von Byern hielt Karow für die folgenden etwa einhundert Jahre. 1685 ging das Lehen auf Joachim Ernst von Grumbkow, einem brandenburgischen General, Staatsminister und Hofmarschall. Die Familie von Grumbkow kümmerte sich nur wenig um Karow. In der Folge verfielen die Gebäude und das Rittergut wurde mit Schulden belastet. 1708 kaufte Marquard Ludwig von Printzen für die Summe von 27.000 Talern das Gut Karow. Da dieses mit 21.680 Talern belastet war und von Printzen diese Schuldlast übernahm, musste er lediglich 5.320 Taler an von Grumbkow zahlen. Marquardt Ludwig von Printzen ließ auf dem Fundament eines Vorgängerbaus das barocke Gutshaus bauen.
1773 starb Friedrich Wilhelm von Printzen, Sohn von Marquardt Ludwig, worauf dessen Tochter Elisabeth Sophie Karow mit allem Besitz erbte. Diese war mit Wilhelm Friedrich von Wartensleben verheiratet. Im Jahr 1793 wurde das Rittergut auf den gemeinsamen Sohn Ludwig Christian von Wartensleben übertragen, der dieses in vierzig Jahren einerseits von einer bedeutenden Schuldenlast befreite und andererseits das Gutshaus ausbauen und einen Gutspark und Alleen anlegen ließ.
Um 1810 wurde nördlich des Guts- oder Herrenhauses ein Gutsgebäude auf einem aus Feldsteinen bestehenden Fundament eines Vorgängergebäudes errichtet. Von 1833 bis 1886 war Gustav Ludwig von Wartensleben Besitzer der Gutes Karow. Unter ihm wurde gegen 1840 eine Brennerei ebenfalls auf Feldsteinfundament an das nördliche Gutsgebäude angebaut. Die Brennerei wurde als frühes neugotisches Bauwerk errichtet. 1886 erbte Hermann Alexander von Wartensleben das Rittergut und hielt es bis 1921. Ihm zu Ehren wurde im Ehrenhof des Gutshauses ein Obelisk errichtet. Er war Träger des Hohen Ordens vom Schwarzen Adler und Kommendator des Johanniterordens. Letzter Besitzer aus der Familie von Wartensleben war schließlich Friedrich Wilhelm von Wartensleben (1873–1954), seit 1774 im Besitz der genannten Vorfahren, vormals Familienfideikommiss. Diesem wurde nach dem Zweiten Weltkrieg das Gutshaus samt Ländereien im Zuge der Bodenreform durch die sowjetische Verwaltung enteignet.
Es folgte ab 1951 zunächst die Nutzung des Gutshauses als Schulhaus. 1955 bis 1957 wurde das Gebäude umfassend baulich verändert. Die Seitenflügel wurden teilweise abgerissen und der mittlere Flügel entkernt. Die vormalige Innenausstattung ging im Zuge dessen weitgehend verloren. Später wurde das Gutshaus als Jugendclub und Kindergarten genutzt.
Mitte der 2000er Jahre erwarben Birgit und Heinrich Baumgärtel das Gutshaus und Anwesen und mehrere Nebengebäude. Seither wurden umfangreiche und wiederherstellende Sanierungsmaßnahmen vorgenommen. Diese wurden vorrangig mit privaten Mitteln, teilweise aber auch mit Geldern des Landes und der Europäischen Union gefördert. So wurde beispielsweise der östliche Seitenflügel an historischen Vorbild orientiert wieder hergestellt. Eine Dachsanierung erfolgte am Herrenhaus, eine Laterne wurde wieder aufgesetzt, am ehemaligen Kuhstall und der alten Brennerei. Im Gutshaus befinden sich neben der Wohnung des Besitzers Mietwohnungen und ein Kindergarten. Die Sanierung wird weiter betrieben.

## Bauwerke

### Gutshaus

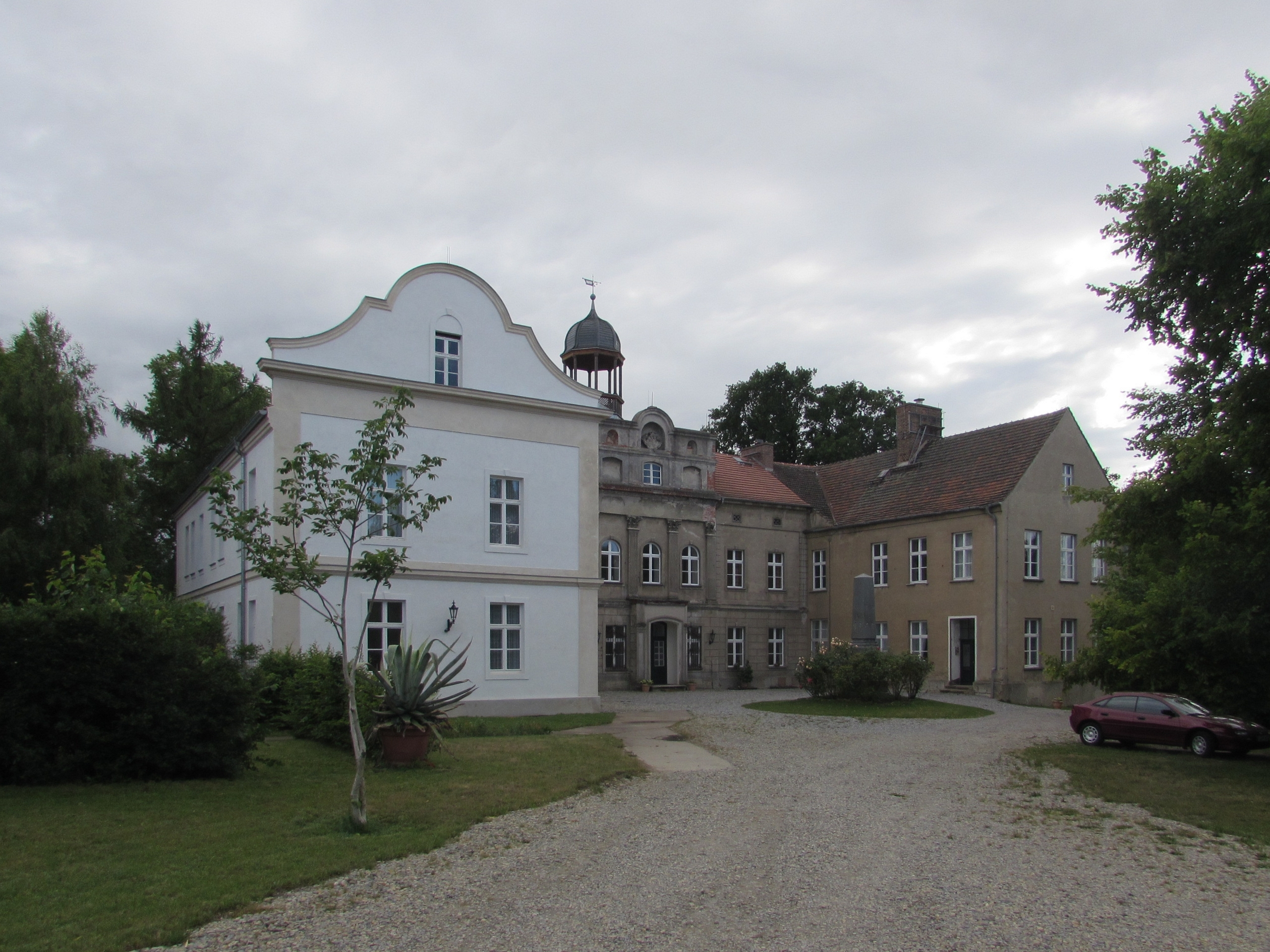
Das Gutshaus Karow nach Norden mit Ehrenhof, saniertem Ost- und unsaniertem Westflügel

Das Gutshaus ist ein dreiflügeliger und zweistöckiger barocker Bau. Nach Norden ist ein Ehrenhof von drei Seiten eingefasst. Der Mittelflügel ist siebenachsig. Drei Fensterachsen zum Hof und eine zum südlichen Park umfassen jeweils Mittelrisalite. Das Hauptportal im Hof ist zweiflüglig und relativ schlicht gehalten. Im oberen Stockwerk zur Hofseite sind die Fensterachsen im Risalit durch Pilaster getrennt. Auffällig ist der rechteckige Giebel des hofseitigen Risalits mit bogenförmigem Tympanon über der mittleren Fensterachse. In diesem Bogenfeld ist das Wappen der Familie von Wartensleben zu sehen. Die Fenster des oberen Stockwerks der Risalite sind Rundbogenfenster, während alle weiteren Rechteckfenster sind. Schmuckelemente im Mittelflügel sind die Stockwerke trennendes Gesims und Quaderputz. Die Fenster sind schlicht mit Faschen umrandet, die nach oben durch nachempfundene Schlusssteine bekrönt sind.
Das Gesims des Mittelflügels setzt sich im bereits durchsanierten beziehungsweise restaurierten Ostflügel fort. Auffällig am Ostflügel ist sein Schweifgiebel nach Norden. Der außen noch weitgehend unsanierte Westflügel ist demgegenüber seit den Eingriffen in den 1950er Jahren weitgehend schmucklos. Er weist einen einfachen Dreiecksgiebel auf. Nach Westen befindet sich an ihm flügelartig abgehend ein einstöckiger Anbau, der Rundbogenfenster aufweist.
Die Südseite des Gutshauses zeigt im gegenüber den Seitenflügeln vorspringenden Mittelbau den bereits angesprochenen einachsigen Mittelrisalit. Dieser besitzt als oberen Abschluss einen Volutengiebel, welcher mit zwei Putten besetzt ist. Das südliche Portal zum Park ist abermals weitgehend schlicht. Eine sechsstufige breite Freitreppe führt in diesen. Neben Gesims und Quaderputz finden sich Ecklisenen in der südlichen Fassade als Schmuck. Die Seitenflügel haben jeweils Breiten von drei Fensterachsen. Die jeweiligen äußeren oberen Fenster der Südseite sind mit glatten Bogenfeldern überkrönt. Das Dach ist mit roten Biberschwänzen eingedeckt. Im Dachgeschoss sind zwei schweifartig oder volutiert verzierte Dachgauben auffällig. Auf dem Dachfirst thront zentral eine begehbare Laterne mit Haube und Wetterfahne.